# クアンタン・ケルテ鉄道システム
クアンタン・ケルテ鉄道システム（クアンタン・ケルテてつどうシステム、略称：KKRS、マレー語：Sistem Landasan Kuantan - Kerteh、英語：Kuantan - Kerteh Railway System）とは、マレーシアのパハン州のクアンタンからトレンガヌ州のケルテまで運行されている貨物鉄道である。

## 運営
マレー鉄道を運営しているマレーシア鉄道公社 (KTMB) が管理・運営をしている。